# 上明乡
上明乡，是中华人民共和国山西省吕梁市岚县下辖的一个乡镇级行政单位。

## 行政区划
上明乡下辖以下地区：
上明村、阳寨村、山底村、马家沟村、顾尾头村、瓮子村、寨子村、前河村、斜坡村、前合会村、官桥村、后合会村和阳坡村。